# Southern Methodist University
La Southern Methodist University è un'università privata statunitense con sede a Dallas, in Texas. Fu fondata nel 1911 e l'attuale rettore è Robert Gerald Turner.